# گئورگی ملیا

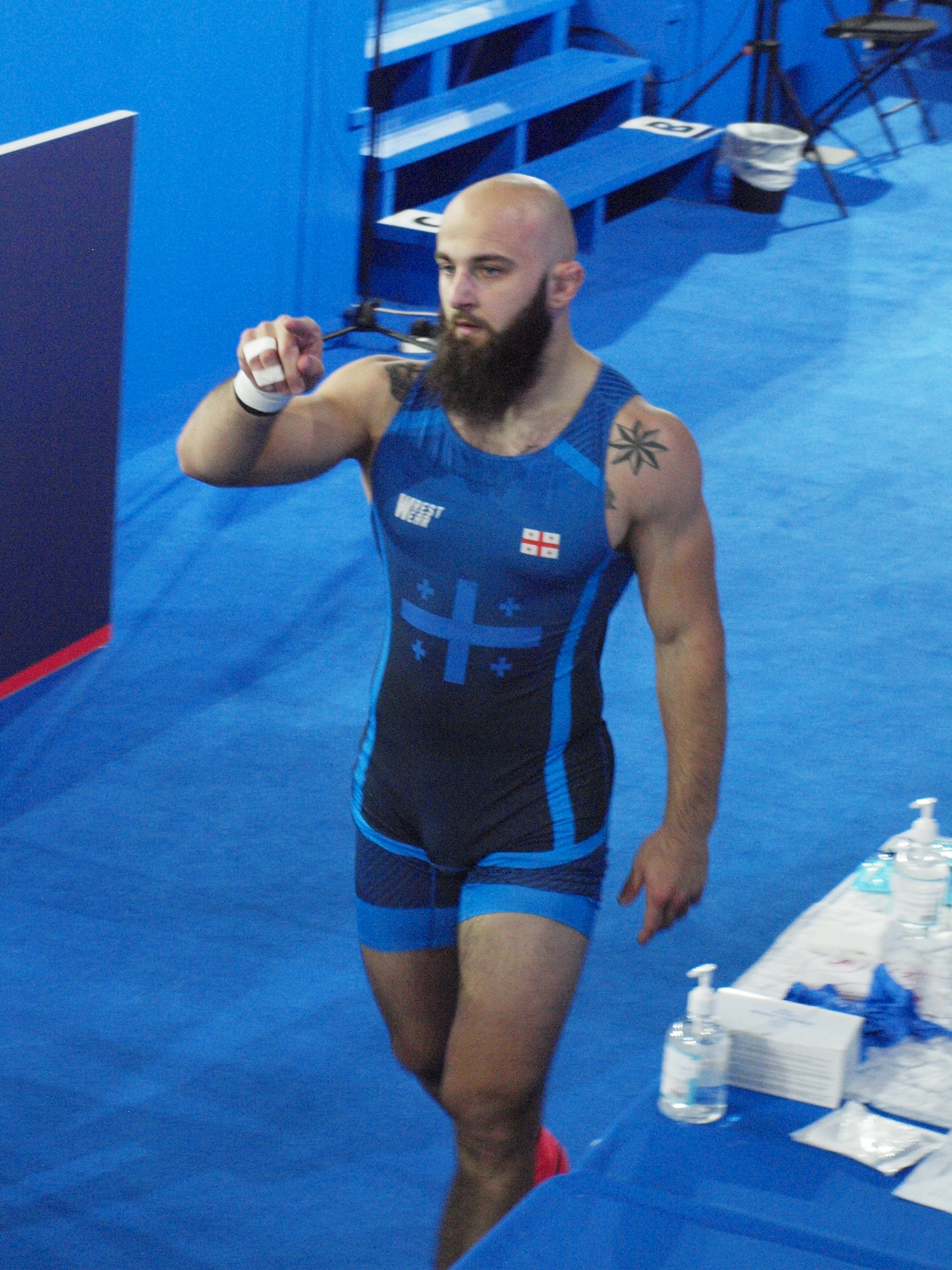
گئورگی ملیا در سال ۲۰۲۱

گئورگی ملیا (به گرجی: გიორგი მელია؛ زادهٔ ۱۴ سپتامبر ۱۹۹۶) یک کشتی‌گیر فرنگی‌کار اهل گرجستان است. وی سابقه حضور در المپیک ۲۰۲۰ توکیو را دارد.